# 沃羅尼諾-拉赫內湖
56°03′23″N 29°58′44″E / 56.05639°N 29.97889°E
沃羅尼諾-拉赫內湖（俄语：Воронино-Лахны），是俄羅斯的湖泊，位於該國西北部，由普斯科夫州負責管轄，處於涅韋爾區，面積1.3平方公里，集水區面積2.61平方公里，平均水深3.1米，最大水深5.6米。